# Symbiose entre Frankia et l'argousier

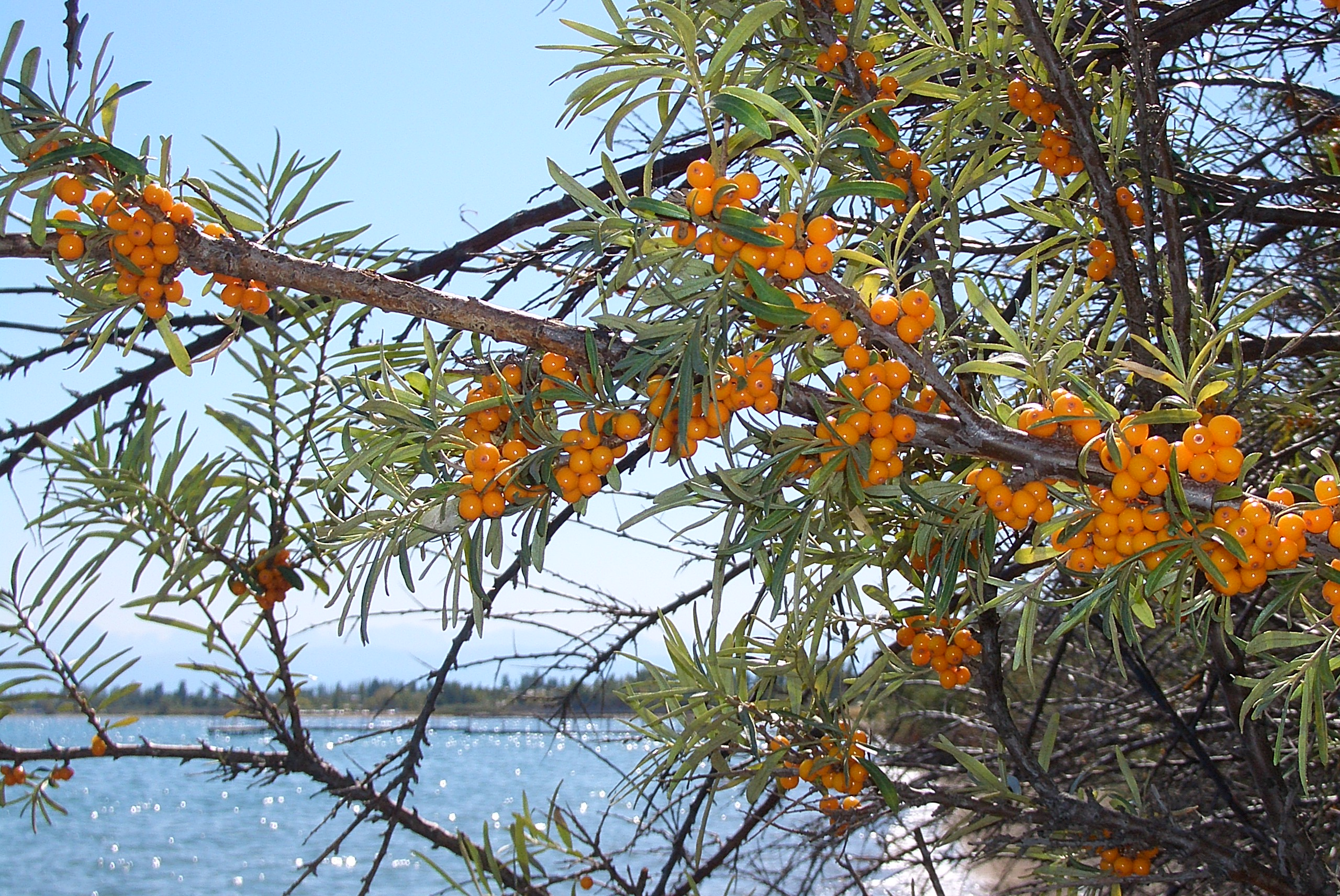
Un argousier au bord du lac Yssyk Koul en septembre.

Frankia est un actinomycète (bactérie du sol) capable de se lier par symbiose avec des plantes de type actinorhiziennes comme l'Argousier pour effectuer à leur profit la fixation biologique de l’azote atmosphérique.

## La bactérie:Frankia
Frankia est une eubactérie de type Actinomyces frankia. Il s’agit d’une bactérie filamenteuse à Gram +  qui transforme l’azote atmosphérique (N2) en ammoniac (NH3) grâce à une enzyme nommée nitrogénase. Cette enzyme est dénaturée par le dioxygène, c’est pourquoi on ne retrouve cette bactérie que dans le sol. Pour effectuer ce processus, elle forme des nodules sur les racines des plantes actinorhiziennes. Frankia est capable de subvenir à une grande partie des besoins en azote de ces plantes et c’est pourquoi elle colonise souvent des milieux où cet élément est limitant.
On divise ces plantes en 4 sous-classes, 8 familles, 25 genres et 220 espèces. La bactérie, quant à elle, a pu être divisée en 3 groupes phylogénétiques. Le premier effectue sa symbiose avec des plantes de la famille des Bétulacées, le deuxième avec les Rosacées, Coriariacées, Datiscacées, et le genre Ceanothus (Rhamnacées) et le troisième  avec les Éléagnacées, Rhamnacées et  certaines plantes du genre Gymnostoma (Casuarinacées),.

## L’arbuste: Argousier
L’argousier (Hippophae rhamnoides) est un arbuste dioïque, caducifolié et épineux  appartenant à la famille des Éléagnacées. Cette plante native d’Asie et d’Europe s’est répandue à travers le monde en tant qu’arbuste ornemental ainsi que pour la culture de ses baies qui possèdent d’intéressantes propriétés nutritives et vitaminées. Il possède une rusticité de zone 5 et peut résister à des températures allant jusqu’à -40 ̊C. Il  s’adapte bien à l’altitude et on le retrouve autant en montagne qu’au niveau de la mer. Il possède également une grande tolérance aux sols pauvres (notamment grâce à sa symbiose avec Frankia) et aux sols caillouteux. Toutefois, il remplit ses conditions optimales dans un loam sableux, bien drainé près de la neutralité (pH 6-7). Il démontre une faible tolérance à l’ombre. En raison de ces caractéristiques, on le retrouve régulièrement en début de succession écologique.

## Morphologie
En condition symbiotique, Frankia possède une morphologie diversifiée qui se compose d'hyphes, de sporanges, de spores et de vésicules symbiotiques. Elle diffère de Rhizobium (qui effectue la fixation de l’azote chez les légumineuses) en ce sens que son nodule n’est pas un organe nouveau, mais bien une excroissance de la racine initiée par la présence de la bactérie. Il s’agit d’une racine adventive modifiée. Le nodule, pour sa part, est une structure bien visible, composée de plusieurs lobes plus ou moins ramifiés selon le type de bactérie.

## Processus d’association
Le type de bactérie s'associant avec les racines de l’argousier appartient au troisième groupe phylogénétique de Frankia. Il possède un mode opératoire différent de ceux des deux autres. Contrairement à celle qui s'associe au genre Alnus, par exemple, la bactérie qui entre en symbiose avec les Éléagnacées n’utilise pas de poils absorbants pour pénétrer dans leurs racines. Elle agit plutôt par pénétration intercellulaire. 
C’est en 1985 que Miller et Baker ont démontré cette variance dans le mode d’association. Il s’agit d’un processus apoplastique. Les filaments de Frankia digèrent une partie de la lamelle médiane afin d’entrer dans la paroi intercellulaire au niveau du parenchyme et elle y croît. Un primordium nodulaire se forme alors et des hyphes commencent à croitre à partir de cette nouvelle structure. Puis, les hyphes entrent finalement au niveau des cellules de la plante, mais en demeurant à l’extérieur de la membrane plasmique en formant une structure semblable à une capsule autour d'elle. Enfin, il y a production de vésicules et la fixation d’azote  peut débuter.
Par la suite, on observe la formation du nodule, qui a lieu de la même façon que par la voie intracellulaire. La croissance du nodule se fait un peu comme une racine latérale avec un cylindre de tissus vasculaires, une région corticale et une couche externe de périderme. C’est dans les vésicules formées par Frankia que l’on retrouve la nitrogénase, responsable de la fixation de l’azote.
On ne sait toujours pas si ce sont les filaments de la bactérie qui cherchent une surface racinaire à intégrer, si c’est la racine qui attire la bactérie par chimiotaxie ou si les deux ne se rencontrent pas de manière tout à fait aléatoire.

## Intérêt économique
L’argousier a tout d’abord et est encore principalement utilisé pour les nombreuses propriétés de ses baies, qui font encore le sujet de nombreuses recherches au niveau pharmaceutique. Or, l’interaction avec la bactérie fixatrice d’azote Frankia attire également l’attention vers cette plante qui présente d’intéressants atouts pour des systèmes d’agroforesterie.